# XXTEA
XXTEA — криптографический алгоритм, реализующий блочное симметричное шифрование и представляющий собой сеть Фейстеля. Является расширение алгоритма Block TEA. Разработан и опубликован Дэвидом Уилером и Роджером Нидхемом в 1998 году. Выполнен на простых и быстрых операциях: XOR, подстановка, сложение.

## История
На симпозиуме Fast Software Encryption в декабре 1994 года Дэвид Уилер и Роджер Нидхэм, профессора́ Компьютерной Лаборатории Кембриджского Университета, представили новый криптографический алгоритм TEA. Данный алгоритм проектировался как альтернатива DES, который к тому моменту уже считался устаревшим.
Позже в 1996 году в ходе личной переписки Дэвида Уилера с Дэвидом Вагнером была выявлена уязвимость для атаки на связанных ключах, которая была официально представлена в 1997 году на Первой Международной Конференции ICIS группой учёных, состоявшей из Брюса Шнайера, Джона Келси и Дэвида Вагнера. Данная атака послужила основанием для улучшения алгоритма TEA, и в октябре 1996 года Уилер и Нидхэм опубликовали внутренний отчет лаборатории, в котором приводилось два новых алгоритма: XTEA и Block TEA.
10 октября 1998 года группа новостей sci.crypt.research опубликовала статью Маркку-Юхани Сааринена, в которой была найдена уязвимость Block TEA на стадии дешифрования. В том же месяце Дэвид Уилер и Роджер Нидхэм опубликовали внутренний отчёт лаборатории, в котором приводилось улучшение алгоритма Block TEA — XXTEA.

## Особенности
XXTEA, как и остальные шифры семейства TEA, обладает рядом отличительных особенностей по сравнению с аналогичными шифрами:
- Высокая скорость работы
- Малое потребление памяти
- Простая программная реализация
- Относительно высокая надёжность.[9][10][11][4]

## Описание работы алгоритма

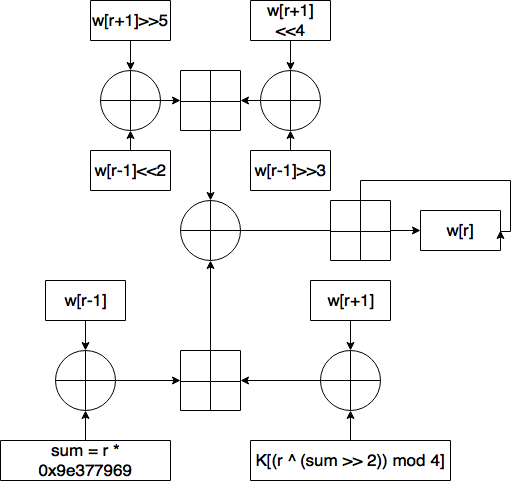
Схема алгоритма шифрования XXTEA

Исходный текст разбивается на слова по 32 бита каждый, из полученных слов формируется блок. Ключ также разбивают на 4 части, состоящие из слов по 32 бита каждый, и формируют массив ключей. В ходе одного раунда работы алгоритма шифруется одно слово из блока. После того, как были зашифрованы все слова, заканчивается цикл, и начинается новый. Количество циклов зависит от количества слов и равно {\displaystyle 6+52/n}, где {\displaystyle n} — количество слов. Шифрование одного слова состоит в следующем:
1. Над левым соседом выполняется операция битового сдвига влево на два, а над правым операция битового сдвига вправо на пять. Над полученными значениями выполняют операцию побитового сложения по модулю 2.
2. Над левым соседом выполняется операция битового сдвига вправо на три, а над правым операция битового сдвига влево на 4. Над полученными значениями выполняют операцию побитового сложения по модулю 2
3. Полученные числа складывают по модулю 232.
4. Константа δ, выведенная из Золотого сечения δ = ({\displaystyle {\sqrt {5}}} — 1) * 231 = 2654435769 = 9E3779B9h[3], умножается на номер цикла(это было сделано для предотвращения простых атак, основанных на симметрии раундов).
5. Полученное в предыдущем пункте число складывают побитово по модулю 2 с правым соседом.
6. Полученное в 4 пункте число сдвигают побитово направо на 2, складывают побитово по модулю два с номером раунда и находят остаток от деления на 4. С помощью полученного числа выбирают ключ из массива ключей.
7. Выбранный в предыдущем раунде ключ складывают побитово по модулю 2 с левым соседом.
8. Числа, полученные в предыдущем и 4 пунктах, складывают по модулю 232.
9. Числа, полученные в предыдущем и 3 пунктах, складывают побитово по модулю 2, данную сумму складывают с шифруемым словом по модулю 232.

## Криптоанализ
На данный момент существует атака на основе адаптивно подобранного открытого текста, опубликованная Элиас Яаррков в 2010 году. Существует два подхода, в которых используется уменьшение количества циклов за счет увеличения количества слов.

### Первый подход

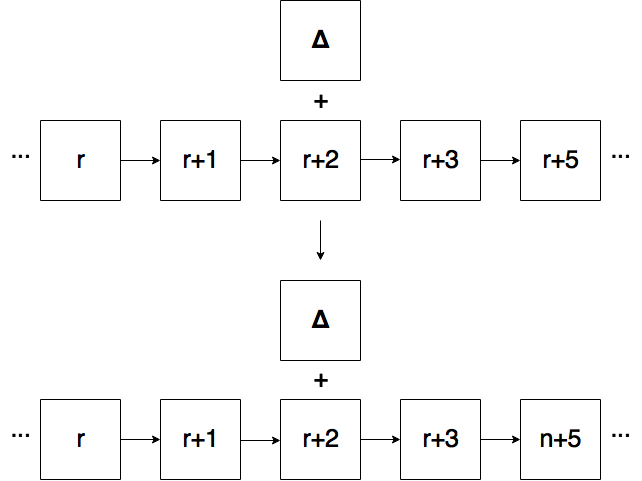
Схема первого подхода дифференциального криптоанализа XXTEA

Пусть у нас есть некий открытый текст. Возьмем из него 5 неких слов, начиная с {\displaystyle r}, которые мы шифруем с {\displaystyle r+1}. Прибавим какое-нибудь число к {\displaystyle r+2}, и получим новый открытый текст. Теперь выполним первый цикл шифрования для этих текстов. Если после шифрования разница осталась только в данном слове, то продолжаем шифрование. Если начали появляться разницы в других словах, то начинаем поиск заново либо меняя исходный, либо пытаясь подобрать другую разницу. Сохранение разницы только в одном слове возможно, так как функция шифрования не биективна для каждого соседа. Элиас Яаррков провел ряд экспериментов и выяснил, что вероятность прохождения разности {\displaystyle \Delta =13} 5 полных циклов давала вероятность между {\displaystyle 2}{\displaystyle -109} и {\displaystyle 2}{\displaystyle -110} для большинства ключей, то есть если пара текстов прошла 5 из 6 полных циклов, то её можно считать верной, так как если поместить разницу в конец блока, будут возникать разницы в большинстве слов. Данная атака была проведена и был восстановлен ключ для алгоритма с количеством циклов уменьшенным до трёх.

### Второй подход

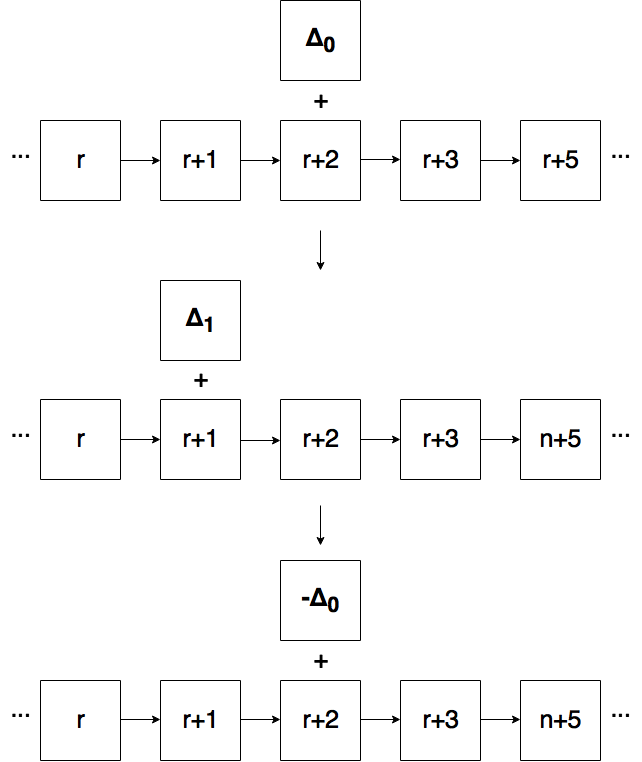
Схема второго подхода дифференциального криптоанализа XXTEA

Второй подход отличается от первого тем, что после первого раунда шифрования {\displaystyle r+1} слова, разница должна перейти в него самого из {\displaystyle r+2} слова, при этом разница может измениться, а после следующего раунда шифрования разница вернется в {\displaystyle r+2} слово и станет равна изначальному, но изменит знак. После проведения оценки данного метода, Элиас Яаррков получил, что для успешного нахождения правильной пары достаточно 259 текстов, причем разница должна лежать в интервале {\displaystyle [-d;d]}, где {\displaystyle d=32}, причем увеличение d не улучшило результатов. После была проведена успешная атака на XXTEA с количеством циклом, уменьшенным до 4, и правильная пара была получена с помощью 235 пар текстов, а предыдущая оценка даёт необходимость в 234.7 пар текстов.

### Восстановление ключа
Зная правильную пару текстов, достаточно прогнать алгоритм в обратном порядке, так как теперь нам известно все кроме ключа.